# Let There Be Light (2017)
Let There Be Light (bra: Que Haja Luz) é um filme de drama cristão estadunidense de 2017 dirigido e estrelado por Kevin Sorbo e escrito por Dan Gordon e Sam Sorbo. A trama segue um ateu que passa por uma experiência de quase morte em um acidente de carro e se converte ao cristianismo. Sean Hannity é o produtor executivo e aparece no filme. Dionne Warwick e Travis Tritt também têm papéis no filme. Foi lançado nos Estados Unidos em 27 de outubro de 2017.

## Sinopse
O ateu declarado Dr. Sol Harkens está tendo um debate com um líder cristão. Depois que Harkens é considerado vencedor do debate, ele participa de uma festa para seu livro. Ele bebe coquetéis enquanto tenta fazer com que sua namorada volte para casa com ele naquela noite; ela se recusa. Desapontado, Harkens volta para casa embriagado para dormir. A caminho de casa, seu publicitário o chama para organizar mais festas para aumentar sua exposição. Como ele já estava bêbado depois de sair da festa e continua bebendo no caminho para casa, ele sai da estrada e bate em um canteiro de obras.
De repente cercado por um túnel de luz parecido com um carnaval, ele vê alucinações de seu filho David, que morreu alguns anos antes de câncer. Seu filho afirma com entusiasmo que ele está bem e que Sol deve deixar o amor de Deus preenchê-lo, proclamando “Haja luz!” como Dr. Harkens sai da inconsciência. Depois de estar clinicamente morto por 4 minutos, ele acorda e encontra sua ex-esposa cristã Katy ao seu lado e diz a ela que viu seu filho. Seu médico diagnostica suas visões como meras ondas cerebrais adrenais causadas por momentos traumáticos.
Harkens continua lutando com sua crise de ciência versus fé. Depois que Katy aparece em sua casa para vê-lo, ele decide ir conversar com o pastor e ex-membro da máfia Vinny em uma igreja. Depois de ouvir a história da Ressurreição, ele tem uma epifania e é batizado novamente como um cristão crente. Depois de várias visitas de sua ex-mulher, ele decide reacender o relacionamento para que eles possam ser uma família novamente com seus dois filhos sobreviventes. Ele propõe e ela aceita, mas quase imediatamente eles descobrem que ela tem câncer e já passou do ponto de tratamento.
Sean Hannity, da Fox News, ouve a história do Dr. Harkens e pede que ele entre em seu programa porque considera sua história de grande mérito. Harkens anuncia uma campanha de paz mundial chamada de campanha “Let There Be Light”. Ele acredita que, se todos no mundo acenderem suas luzes para o céu à noite, isso poderá ser um reforço para a unidade mundial. Durante a noite do evento, a ação simultânea do mundo iluminando os céus é visível do espaço. Enquanto isso, em casa, os Harkens recém-casados estão tendo uma noite de tempo em família cantando músicas de Natal do lado de fora quando Katy morre de repente nos braços de Sol.

## Produção
O filme foi rodado principalmente em Birmingham, Alabama, com pequenas cenas adicionais filmadas na cidade de Nova Iorque.

## Elenco
- Kevin Sorbo como Dr. Sol Harkens
- Sam Sorbo como Katy Harkens
- Braeden Sorbo como Gus Harkens
- Shane Sorbo como Connor Harkems
- Daniel Roebuck como Norm
- Donielle Artese como Tracee
- Gary Grubbs como Dr. Fornier
- Travis Tritt como Dr. Corey
- Joe Herrera como Dr. Shell
- Leander Suleiman como Dr. Patel
- Walnette Marie Santiago como Cat Ryerson
- Olivia Fox como Vanessa
- Dionne Warwick como Ela Mesma
- Mona Amein como Sally
- Sherri Eakin como Garçonete
- Michael Franzese como Pastor Vinny
- Sean Hannity como Ele Mesmo

## Lançamento
O filme foi lançado nos Estados Unidos em 27 de outubro de 2017. Em seu fim de semana de estreia, o filme arrecadou US$ 1,9 milhão em 373 cinemas (uma média por cinema de US$ 5 071), terminando em 11º nas bilheterias. Em seu segundo fim de semana, o filme foi adicionado a 269 cinemas e caiu apenas 1,9%, para US$ 1,7 milhão, terminando em 10º nas bilheterias.

## Resposta da crítica
No site agregador de críticas Rotten Tomatoes, o filme tem um índice de aprovação de 30% com base em 10 críticas, com uma classificação média de 4/10. Alguns críticos questionam a precisão das afirmações do filme e afirmam que os personagens do filme são espantalhos. Dan Piepenbring, escrevendo para o New Yorker, descreveu o filme como “um conto de moralidade cínico e xenófobo, tão amargo quanto sacarina”. Por outro lado, o filme também foi citado como um “conto de redenção quente” que está “acima da média para o gênero [filme cristão]”.